# Tharcisse Gashaka
Tharcisse Gashaka, född 18 december 1962, är en friidrottare från Burundi. Han deltog vid olympiska sommarspelen 1996.